# Райхсгау Верхній Дунай
Увага:  Не вказане значення "common_name"

Райхсгау Верхній Дунай (нім. Reichsgau Oberdonau) — райхсгау в Австрії часів націонал-соціалізму. Створене після аншлюсу 1938 року і розформоване в 1945 році. Складалося з території нинішньої Верхньої Австрії, частини Південної Богемії та невеличкої частини Зальцкаммергуту, відібраної від Штирії.
Мало почесний титул «рідне гау фюрера» (нім. Heimatgau des Führers), оскільки Адольф Гітлер народився у Браунау-ам-Інн і провів більшу частину своїх ранніх років життя в Лінці, а в сусідньому гау Мюнхен-Верхня Баварія знаходилася його резиденція Берггоф.

## Історія
Вже в серпні 1926 р. виникло гау НСДАП Верхній Дунай під керівництвом Альфреда Прокша, яке з 1927 року очолив Андреас Болек, а після заборони партії в 1933 році і переходу гау на нелегальне становище її керівником із 1936 року став Август Айгрубер.
13 березня 1938 земля Верхня Австрія ліквідованої Федеративної держави Австрія ввійшла до складу Третього Райху, де її було перейменовано на губернаторство Верхній Дунай (нім. Landeshauptmannschaft Oberdonau).
15 жовтня 1938 р. частину адміністративного округу Ліцен (Бад-Аусзее) зі складу губернаторства Штирія було передано до адміністративного округу Гмунден губернаторства Верхній Дунай, а частина комуни Бегамберг (частини кадастрових громад Гінтерберг і Мюніхгольц) перейшла з адміністративного округу Амштеттен губернаторства Нижній Дунай до міського округу Штайр губернаторства Верхній Дунай.
15 квітня 1939 р. до складу губернаторства Верхній Дунай включено прилеглу частину території німецьких Судетів (Чеський Крумлов).
1 травня 1939 з набуттям чинності Закону про структуру управління в Остмарці від 14 квітня 1939 р. губернаторство Верхній Дунай перетворено на райхсгау Верхній Дунай.
Протягом усього часу існування райхсгау посаду гауляйтера обіймав Август Айгрубер, який за сумісництвом був спочатку і ландесгауптманом, а з 1940 року — райхсштатгальтером. Його заступником на посаді гауляйтера з 1938 року був Ганс Айзенкольб, а з 1 травня 1940 року і Крістіан Опденгоф. 
Станом на 1 січня 1945 року райхсгау складалося з 17 районів: міських районів Лінц і Штайр та сільських районів Браунау-ам-Інн, Фрайштадт, Гмунден, Гріскірхен, Капліц, Кірхдорф-ан-дер-Кремс, Круммау-ан-дер-Молдау, Лінц, Перг, Рід-ім-Іннкрайс, Рорбах, Шердінг, Штайр, Феклабрук і Вельс.
На території райхсгау з 1938 року знаходився концтабір Маутгаузен із кількома таборами-супутниками, центр умертвлення Гартгайм біля Лінца та соляна копальня Альтаусзее, де нацисти зберігали награбовані мистецькі цінності.
Наприкінці Другої світової війни райхсгау Верхній Дунай здебільшого опинилося в американській зоні окупації Австрії за винятком крайньої східної частини, що потрапила до радянської зони.